# Once Upon a Tour
Once Upon a Tour foi a terceira turnê mundial da banda finlandesa de metal sinfônico Nightwish, realizada para promover o quinto álbum da banda, Once. Durante a turnê, uma coletânea intitulada Highest Hopes foi lançada, contendo os maiores sucessos da banda, que, combinada com a massiva propaganda realizada pela gravadora Nuclear Blast resultou em uma alta vendagem de ingressos, fazendo dessa turnê a mais lucrativa da banda até então.
Nessa turnê o Nightwish se apresentou pela primeira vez em vários países, foram eles Colômbia, Equador, Escócia, Portugal, Dinamarca, Estônia, Grécia, Eslovênia, Japão, Austrália e Romênia. A banda realizou em agosto de 2004 sua primeira turnê própria pelos Estados Unidos, e entre novembro e dezembro estiveram pela América Latina com datas em diversos países. Ainda no final daquele ano houve shows no Canadá, Finlândia e um concerto final na Alemanha.
A turnê foi retomada em fevereiro de 2005 com novas datas na Europa, incluindo um show para dez mil pessoas em Estugarda, Alemanha em 28 de fevereiro, seu maior concerto próprio até então. Mais tarde em março, o grupo realizou seus primeiros shows no Japão e na Austrália, e em abril estavam marcados para retornar à América do Norte, entretanto esses shows foram cancelados pela vocalista, que preferiu se apresentar com sua própria banda, Noche Escandinava. A turnê recomeçou em maio nos festivais de verão europeus, incluindo o Wacken Open Air e o Download Festival.
Em 6 de agosto, o Nightwish fez a abertura do Campeonato Mundial de Atletismo tocando "Nemo"; a apresentação foi transmitida ao vivo em centenas de países ao redor do mundo. Em outubro, foram feitos os últimos shows: Brasil e México como parte do festival Live'N'Louder, e um concerto na Hartwall Areena em Helsinque, a capital finlandesa.
Essa foi a última turnê com a vocalista Tarja Turunen, já que no dia seguinte à última apresentação ela foi oficialmente demitida do Nightwish através de uma carta aberta para a imprensa.

## Repertório
A seguir estão listadas as canções tocadas ao vivo pela banda durante a turnê:
Angels Fall First
- "Elvenpath"

Oceanborn
- "Stargazers"
- "Walking in the Air"
- "Sleeping Sun"

Wishmaster
- "She Is My Sin"
- "The Kinslayer"
- "Come Cover Me"
- "Wishmaster"
- "Deep Silent Complete"
- "Dead Boy's Poem"

Over the Hills and Far Away
- "Over the Hills and Far Away"

Century Child
- "Bless the Child"
- "End of All Hope"
- "Dead to the World"
- "Ever Dream"
- "Slaying the Dreamer"
- "The Phantom of the Opera"

Once
- "Dark Chest of Wonders"
- "Wish I Had an Angel"
- "Nemo"
- "Planet Hell"
- "Creek Mary's Blood"
- "The Siren"
- "Ghost Love Score"
- "Kuolema Tekee Taiteilijan"
- "Higher Than Hope"

Outros
- "Symphony of Destruction" (cover de Megadeth)
- "High Hopes" (cover de Pink Floyd)
- "Stone People" (cover de John Two-Hawks)

## Bandas de apoio
- Dunces (Kitee, Finlândia)
- Timo Rautiainen & Trio Niskalaukaus (Kitee, Finlândia)
- Timo Kotipelto (Helsinque, Finlândia 2004)
- After Forever (Helsinque, Finlândia 2004)
- Angra (Ásia 2005)

## Datas
Todas as datas estão de acordo com o website oficial da banda:
| Data                      | Cidade                   | País           | Local                                   |
| ------------------------- | ------------------------ | -------------- | --------------------------------------- |
| Festivais de Verão/Europa |                          |                |                                         |
| 22 de maio de 2004        | Kitee                    | Finlândia      | Ice Hall                                |
| 29 de maio de 2004        | Tallinn                  | Estónia        | Von Krahl Theater                       |
| 30 de maio de 2004        | Tallinn                  | Estónia        | Von Krahl Theater                       |
| 6 de junho de 2004        | Nimega                   | Países Baixos  | Dynamo Open Air                         |
| 11 de junho de 2004       | Tampere                  | Finlândia      | Sauna Open Air                          |
| 12 de junho de 2004       | Sölvesborg               | Suécia         | Sweden Rock Festival                    |
| 19 de junho de 2004       | Glauchau                 | Alemanha       | Woodstage Open Air                      |
| 20 de junho de 2004       | Atenas                   | Grécia         | Rockwave Festival                       |
| 10 de julho de 2004       | Turku                    | Finlândia      | Ruisrock                                |
| 11 de julho de 2004       | Pamplona                 | Espanha        | Carpa Rojilla Festival                  |
| 13 de julho de 2004       | Bradford                 | Inglaterra     | Bradford Rio                            |
| 14 de julho de 2004       | Nottingham               | Inglaterra     | Nottingham Rock City                    |
| 16 de julho de 2004       | Londres                  | Inglaterra     | Astoria                                 |
| 17 de julho de 2004       | Helsinque                | Finlândia      | Tuska Open Air                          |
| 21 de julho de 2004       | Oslo                     | Noruega        | Rockefeller Music Hall                  |
| 23 de julho de 2004       | Oslo                     | Noruega        | Rockefeller Music Hall                  |
| 24 de julho de 2004       | Oslo                     | Noruega        | Rockefeller Music Hall                  |
| América do Norte          |                          |                |                                         |
| 16 de agosto de 2004      | Toronto                  | Canadá         | Opera House                             |
| 17 de agosto de 2004      | Montreal                 | Canadá         | Métropolis                              |
| 19 de agosto de 2004      | Filadélfia               | Estados Unidos | Trocadero Theatre                       |
| 20 de agosto de 2004      | Worcester                | Estados Unidos | Mass Palladium                          |
| 22 de agosto de 2004      | Nova York                | Estados Unidos | B. B. King's Blues Club                 |
| 23 de agosto de 2004      | Cleveland                | Estados Unidos | Phantasy Theater                        |
| 24 de agosto de 2004      | Cleveland                | Estados Unidos | Phantasy Theater                        |
| 25 de agosto de 2004      | Chicago                  | Estados Unidos | House of Blues                          |
| 26 de agosto de 2004      | Minneapolis              | Estados Unidos | Quest Club                              |
| 28 de agosto de 2004      | Denver                   | Estados Unidos | Cervantes                               |
| 30 de agosto de 2004      | Scottsdale               | Estados Unidos | Cajun House                             |
| 31 de agosto de 2004      | Anaheim                  | Estados Unidos | House of Blues                          |
| 1 de setembro de 2004     | Los Angeles              | Estados Unidos | House of Blues                          |
| 3 de setembro de 2004     | São Francisco            | Estados Unidos | Slim's                                  |
| 5 de setembro de 2004     | Seattle                  | Estados Unidos | Graceland                               |
| Europa                    |                          |                |                                         |
| 17 de setembro de 2004    | Tampere                  | Finlândia      | Pakkahuone                              |
| 18 de setembro de 2004    | Turku                    | Finlândia      | Caribia                                 |
| 21 de setembro de 2004    | Helsinque                | Finlândia      | Nosturi                                 |
| 22 de setembro de 2004    | Helsinque                | Finlândia      | Nosturi                                 |
| 24 de setembro de 2004    | Joensuu                  | Finlândia      | Arena                                   |
| 25 de setembro de 2004    | Jyväskylä                | Finlândia      | Paviljonki                              |
| 29 de setembro de 2004    | Estocolmo                | Suécia         | Stora Arenan                            |
| 1 de outubro de 2004      | Gotemburgo               | Suécia         | Lisebergshallen                         |
| 2 de outubro de 2004      | Malmö                    | Suécia         | Baltiska Hallen                         |
| 13 de outubro de 2004     | Hamburgo                 | Alemanha       | Color Line Arena                        |
| 15 de outubro de 2004     | Lípsia                   | Alemanha       | Arena                                   |
| 16 de outubro de 2004     | Erfurt                   | Alemanha       | Thüringenhalle                          |
| 19 de outubro de 2004     | Colônia                  | Alemanha       | Palladium                               |
| 20 de outubro de 2004     | Berlim                   | Alemanha       | Arena                                   |
| 22 de outubro de 2004     | Nuremberga               | Alemanha       | Arena                                   |
| 23 de outubro de 2004     | Munique                  | Alemanha       | Le Zénith                               |
| 25 de outubro de 2004     | Viena                    | Áustria        | Gasometer                               |
| 26 de outubro de 2004     | Budapeste                | Hungria        | Petöfi Hall                             |
| 28 de outubro de 2004     | Milão                    | Itália         | Mazda Palace                            |
| 30 de outubro de 2004     | Zurique                  | Suíça          | St. Jacob Arena                         |
| 1 de novembro de 2004     | Lyon                     | França         | Transbordeur                            |
| 4 de novembro de 2004     | Madrid                   | Espanha        | Aqualung                                |
| 5 de novembro de 2004     | Barcelona                | Espanha        | Razzmatazz 1                            |
| 7 de novembro de 2004     | Bruxelas                 | Bélgica        | Ancienne Belgique                       |
| 8 de novembro de 2004     | Amsterdã                 | Países Baixos  | Paradiso                                |
| 19 de novembro de 2004    | Bucareste                | Roménia        | Palace Hall                             |
| 21 de novembro de 2004    | Paris                    | França         | Le Zénith                               |
| América Latina            |                          |                |                                         |
| 27 de novembro de 2004    | Buenos Aires             | Argentina      | Obras Sanitarias                        |
| 28 de novembro de 2004    | Campinas                 | Brasil         | Usina Royal                             |
| 30 de novembro de 2004    | Rio de Janeiro           | Brasil         | Canecão                                 |
| 2 de dezembro de 2004     | Porto Alegre             | Brasil         | Opinião                                 |
| 3 de dezembro de 2004     | Belo Horizonte           | Brasil         | Marista Hall                            |
| 4 de dezembro de 2004     | São Paulo                | Brasil         | Via Funchal                             |
| 8 de dezembro de 2004     | Bogotá                   | Colômbia       | Gran Salon de Corferias                 |
| 10 de dezembro de 2004    | Quito                    | Equador        | Plaza de Toros                          |
| América do Norte          |                          |                |                                         |
| 12 de dezembro de 2004    | Cidade do México         | México         | Circo Volador                           |
| 13 de dezembro de 2004    | Cidade do México         | México         | Circo Volador                           |
| 15 de dezembro de 2004    | Montreal                 | Canadá         | Métropolis                              |
| 16 de dezembro de 2004    | Montreal                 | Canadá         | Métropolis                              |
| 18 de dezembro de 2004    | Toronto                  | Canadá         | Opera House                             |
| Europa                    |                          |                |                                         |
| 26 de dezembro de 2004    | Helsinque                | Finlândia      | Helsinque Ice Hall                      |
| 28 de dezembro de 2004    | Oberhausen               | Alemanha       | König-Pilsener Arena                    |
| 29 de dezembro de 2004    | Hamburgo                 | Alemanha       | Friedrichshafen Messehalle              |
| 9 de fevereiro de 2005    | Copenhague               | Dinamarca      | Stora Vega                              |
| 11 de fevereiro de 2005   | Amsterdã                 | Países Baixos  | Heineken Music Hall                     |
| 12 de fevereiro de 2005   | Londres                  | Inglaterra     | Astoria                                 |
| 15 de fevereiro de 2005   | Birmingham               | Inglaterra     | O2 Academy                              |
| 16 de fevereiro de 2005   | Glasgow                  | Escócia        | O2 Academy                              |
| 18 de fevereiro de 2005   | Manchester               | Inglaterra     | O2 Academy                              |
| 19 de fevereiro de 2005   | Londres                  | Inglaterra     | Astoria                                 |
| 21 de fevereiro de 2005   | Wieze                    | Bélgica        | Oktorbehallen                           |
| 22 de fevereiro de 2005   | Tréveris                 | Alemanha       | Arena                                   |
| 24 de fevereiro de 2005   | Brunsvique               | Alemanha       | VW-Halle                                |
| 26 de fevereiro de 2005   | Bayreuth                 | Alemanha       | Oberfrankenhalle                        |
| 28 de fevereiro de 2005   | Coira                    | Suíça          | Stadthalle                              |
| 29 de fevereiro de 2005   | Estugarda                | Alemanha       | Hanns-Martin-Schleyer-Halle             |
| Ásia                      |                          |                |                                         |
| 12 de março de 2005       | Osaka                    | Japão          | Namba Hatch                             |
| 13 de março de 2005       | Fukuoka                  | Japão          | Zepp                                    |
| 16 de março de 2005       | Tóquio                   | Japão          | Shibuya AX                              |
| 17 de março de 2005       | Tóquio                   | Japão          | Shibuya AX                              |
| Oceania                   |                          |                |                                         |
| 21 de março de 2005       | Melbourne                | Austrália      | Corner Hotel                            |
| 22 de março de 2005       | Melbourne                | Austrália      | Corner Hotel                            |
| 23 de março de 2005       | Sydney                   | Austrália      | Metro Theatre                           |
| 26 de março de 2005       | Brisbane                 | Austrália      | Arena                                   |
| Festivais de Verão        |                          |                |                                         |
| 26 de maio de 2005        | Budapeste                | Hungria        | Petöfi Open Air                         |
| 27 de maio de 2005        | Madrid                   | Espanha        | Festimad                                |
| 29 de maio de 2005        | Chorzów                  | Polónia        | Mystic Festival                         |
| 10 de junho de 2005       | Oslo                     | Noruega        | Oslo Specktrum                          |
| 11 de junho de 2005       | Nickelsdorf              | Áustria        | Nova Rock Festival                      |
| 12 de junho de 2005       | Leicestershire           | Inglaterra     | Download Festival                       |
| 13 de junho de 2005       | Londres                  | Inglaterra     | Astoria                                 |
| 17 de junho de 2005       | Seinäjoki                | Finlândia      | Provinssirock                           |
| 18 de junho de 2005       | Frauenfeld               | Suíça          | Frauendweld Open Air                    |
| 24 de junho de 2005       | Jämsä                    | Finlândia      | Himos Festival                          |
| 15 de julho de 2005       | Zlín                     | Chéquia        | Masters of Rock                         |
| 16 de julho de 2005       | Toscolano-Maderno        | Itália         | Evolution Festival                      |
| 22 de julho de 2005       | Erfurt                   | Alemanha       | Earthshaker Festival                    |
| 28 de julho de 2005       | Porto                    | Portugal       | Festival de Vilar de Mouros             |
| 4 de agosto de 2005       | Wacken                   | Alemanha       | Wacken Open Air                         |
| 5 de agosto de 2005       | Dresden                  | Alemanha       | Open Air                                |
| 6 de agosto de 2005       | Helsinque                | Finlândia      | Campeonato Mundial de Atletismo de 2005 |
| 7 de agosto de 2005       | Vantaa                   | Finlândia      | Ankkarock                               |
| 14 de agosto de 2005      | Rothenburg ob der Tauber | Alemanha       | Taubertal Open Air                      |
| 19 de agosto de 2005      | Hasselt                  | Bélgica        | Pukkelpop                               |
| 20 de agosto de 2005      | Biddinghuizen            | Países Baixos  | Lowlands Festival                       |
| Europa                    |                          |                |                                         |
| 3 de setembro de 2005     | Hell                     | Noruega        | Hellodrome                              |
| 5 de setembro de 2005     | Oslo                     | Noruega        | Rockefeller Music Hall                  |
| 8 de setembro de 2005     | Estocolmo                | Suécia         | Arenan                                  |
| 9 de setembro de 2005     | Gotemburgo               | Suécia         | Lisebergshallen                         |
| 11 de setembro de 2005    | Uma                      | Suécia         | Skyarena                                |
| 17 de setembro de 2005    | Žilina                   | Eslováquia     | Borak Hall                              |
| 19 de setembro de 2005    | Liubliana                | Eslovênia      | Krizance Hall                           |
| 23 de setembro de 2005    | Copenhague               | Dinamarca      | K.B. Hallen                             |
| 25 de setembro de 2005    | Londres                  | Inglaterra     | Hammersmith Apollo                      |
| 30 de setembro de 2005    | Bucareste                | Roménia        | Polivalenta Hall                        |
| 1 de outubro de 2005      | Atenas                   | Grécia         | Lycabettus Amphitheatre                 |
| América Latina            |                          |                |                                         |
| 8 de outubro de 2005      | Cidade do México         | México         | Live'N'Louder                           |
| 12 de outubro de 2005     | São Paulo                | Brasil         | Live'N'Louder                           |
| 15 de outubro de 2005     | Porto Alegre             | Brasil         | Live'N'Louder                           |
| Europa                    |                          |                |                                         |
| 21 de outubro de 2005     | Helsinque                | Finlândia      | Hartwall Areena                         |

## Créditos

### A banda
- Tuomas Holopainen – teclado
- Emppu Vuorinen – guitarra
- Tarja Turunen – vocais
- Jukka Nevalainen – bateria
- Marco Hietala – baixo, vocais

### Músicos convidados
- John Two-Hawks – vocais, instrumentos de sopro (em 21 de outubro de 2005)